# Acrocercops helicopa
Acrocercops helicopa là một loài bướm đêm thuộc họ Gracillariidae. Nó được tìm thấy ở Ấn Độ (Uttaranchal). Nó được miêu tả bởi Edward Meyrick năm 1919.